# Believe in Me
Believe in Me är en låt framförd av den brittiska sångerskan Bonnie Tyler. Låten är skriven av Desmond Child, Lauren Christy och Chris Braide.

## Eurovision
Den 7 mars 2013 blev det klart att låten kommer att vara Storbritanniens bidrag i Eurovision Song Contest 2013.